# Hostějov
Hostějov (en allemand : Hostiow) est une commune du district d'Uherské Hradiště, dans la région de Zlín, en République tchèque. Sa population s'élevait à 44 habitants en 2020.

## Géographie
Hostějov se trouve à 18 km à l'ouest-sud-ouest d'Uherské Hradiště, à 36 km au sud-sud-ouest de Zlín, à 51 km à l'est-sud-est de Brno et à 234 km au sud-est de Prague.
La commune est limitée par Osvětimany au nord-ouest et au nord, par Újezdec à l'est, et par Syrovín au sud et par Žeravice au sud-ouest.

## Histoire
La première mention écrite du village date de 1371.